# Толканица, Александр Викторович
Александр Викторович Толканица (род. 9 мая 1989, Волковыск, Гродненская область) — белорусский футболист, крайний полузащитник и защитник.

## Биография
Воспитанник ДЮСШ г. Волковыска, первый тренер — Евгений Геннадьевич Савостьянов. Взрослую карьеру начал в 2006 году в клубе второй лиги ПМЦ (Поставы).
В 2007 году перешёл в минский МТЗ-РИПО (позже переименован в «Партизан». В своём первом сезоне сыграл один матч в высшей лиге, со следующего сезона стал играть более часто, а окончательно закрепился в основе в 2009 году, когда клуб покинули многие опытные игроки. Бронзовый призёр чемпионата страны 2008 года и обладатель Кубка Беларуси 2007/08. Принимал участие в играх еврокубков. По итогам сезона 2010 года со своим клубом вылетел из высшей лиги и следующий сезон провёл в первой лиге, где стал серебряным призёром. По состоянию на 2011 год был капитаном команды. Всего за пять сезонов сыграл 99 матчей в первенствах страны.
Сезон 2012 года провёл в высшей лиге в «Белшине» (Бобруйск), на следующий год выступал за брестское «Динамо».
В 2014 году перешёл в «Гранит» (Микашевичи), с которым стал победителем первой лиги. С 2015 года до конца карьеры играл в первой лиге за «Сморгонь», сыграл более 100 матчей за клуб.
Всего в высшей лиге Беларуси сыграл 102 матча и забил 4 гола. В первой лиге — более 160 матчей.
Вызывался в юношескую, молодёжную и олимпийскую сборную Беларуси.
По состоянию на 2020 год работал детским тренером в одной из частных футбольных школ Минска.
Окончил Белорусский государственный педагогический университет им. М. Танка.

## Достижения
- Обладатель Кубка Беларуси: 2007/08
- Бронзовый призёр чемпионата чемпионата Беларуси: 2008
- Победитель первой лиги Беларуси: 2014
- Серебряный призёр первой лиги Беларуси: 2011